# Haltepunkt Göbelnrod
Der Haltepunkt Göbelnrod ist eine Betriebsstelle der Bahnstrecke Gießen–Fulda auf dem Gemeindegebiet von Grünberg in Hessen. Das Empfangsgebäude steht unter Denkmalschutz.

## Geschichte
Erst 39 Jahre nach der Inbetriebnahme des ersten Teilabschnitts der Vogelsbergbahn von Gießen nach Grünberg am 29. Dezember 1869 erhielt Göbelnrod einen Haltepunkt. Dieser wurde am 1. Juli 1908 eröffnet. Der erste Fahrplan sah fünf Personenzughalte in Richtung Fulda sowie vier in Richtung Gießen vor.
In den 1970er Jahren wurde im Zuge von Rationalisierungsmaßnahmen das Personal abgezogen. Der vorgesehene Abbruch des Stationsgebäudes konnte durch die Zusage der Stadt Grünberg, die Instandhaltung und Pflege der Anlage zu übernehmen, abgewendet werden. Im Herbst 2011 wurde der 140 m lange Bahnsteig durch einen gleich langen Neubau ersetzt.

## Gebäude
Die Herstellung des 1908 erbauten, mit schwachen Hölzern gebildeten und mit Streben versehenen Fachwerkbaus kostete, wie ein Jahr zuvor der Grünberger Anzeiger berichtete, einschließlich der Errichtung des Haltepunktes 7000 Mark. Für den Betrag kam, durch einstimmigen Beschluss des Ortsvorstands, die damals noch eigenständige Gemeinde Göbelnrod auf.
Das eingeschossige, langgestreckte und schuppenartige Gebäude wurde mit einem vorkragenden Pultdach versehen. Das im Westen leicht vorspringenden Bauteil diente ehemals als Schalterraum. Heute ist dies der Wartebereich für die Reisenden, hauptsächlich Berufspendler und Schüler.
Während der Feierlichkeiten zum 700-jährigen Bestehen Göbelnrods 2010 diente der ursprüngliche Wartesaal im östlichen Abschnitt kurzzeitig als Ausstellungsraum zur lokalen Eisenbahn-Geschichte.
Für das Landesamt für Denkmalpflege Hessen gilt das Bahnhofsgebäude wegen seiner verkehrsgeschichtlichen Bedeutung als Kulturdenkmal aus geschichtlichen Gründen.

## Verkehr
Göbelnrod liegt im Tarifgebiet des Rhein-Main-Verkehrsverbundes (RMV). Die Verkehrsleistungen im SPNV werden seit dem Fahrplanwechsel 2011/2012 am 11. Dezember 2011 von der Hessischen Landesbahn (HLB) gefahren.
Der Göbelnröder Bahnhof wird werktäglich von stündlich, sonn- und feiertags von zweistündlich verkehrenden Regionalbahnen der Relationen Limburg (Lahn)–Weilburg–Wetzlar–Gießen–Alsfeld (Oberhess)–Fulda bzw. Gießen–Grünberg (Oberhess)–Mücke (Hess) bedient.
Seit dem Fahrplanwechsel 2016/2017 am 11. Dezember 2016 verkehren die Züge der Vogelsbergbahn und der anschließenden Lahntalbahn statt wie bisher als RB 25 (Lahntalbahn) bzw. RB 35 (Vogelsbergbahn) durchgehend als RB 45.
| Linie | Verlauf | Takt                                         | Betreiber      |
| ----- | --- | -------------------------------------------- | -------------- |
| RB 45 | Lahntalbahn/Vogelsbergbahn: Limburg (Lahn) – Eschhofen – Kerkerbach – Runkel – Villmar – Arfurt (Lahn) – Aumenau – Fürfurt – Gräveneck – Weilburg – Löhnberg – Stockhausen (Lahn) – Leun/Braunfels – Solms – Albshausen – Wetzlar – Dutenhofen (Kr Wetzlar) – Gießen – Gießen Licher Straße – Großen Buseck – Reiskirchen (Kr Gießen) – Saasen – Göbelnrod – Grünberg – Lehnheim – Mücke (Hess) – Nieder-Ohmen – Burg- und Nieder-Gemünden – Ehringshausen (Oberhess) – Zell-Romrod – Alsfeld (Oberhess) – Lauterbach (Hess) Nord – Angersbach – Bad Salzschlirf – Großenlüder – Oberbimbach – Fulda Stand: Fahrplanwechsel Dezember 2021 | 60/120 min (wochentags) 120 min (Wochenende) | HLB Hessenbahn |